# Ilex rugulosa
Ilex rugulosa är en järneksväxtart som beskrevs av Huber. Ilex rugulosa ingår i släktet järnekar, och familjen järneksväxter. Inga underarter finns listade i Catalogue of Life.